# Бабенець (Вармінсько-Мазурське воєводство)
Бабенець (пол. Babieniec, нім. Babziens) — село в Польщі, у гміні Корше Кентшинського повіту Вармінсько-Мазурського воєводства.
Населення — 111 осіб (2011).

## Демографія
Демографічна структура станом на 31 березня 2011 року:
|          | Загалом | Допрацездатний вік | Працездатний вік | Постпрацездатний вік |
| -------- | ------- | ------------------ | ---------------- | -------------------- |
| Чоловіки | 46      | 8                  | 35               | 3                    |
| Жінки    | 65      | 19                 | 36               | 10                   |
| Разом    | 111     | 27                 | 71               | 13                   |